# Höglandsbrigaden
Höglandsbrigaden är en historisk enhet i den brittiska armén, som har satts upp ett antal gånger. Brigaden har bestått av män rekryterade från de skotska högländerna. Den senaste höglandsbrigaden slogs 1 juli 1968 ihop med Låglandsbrigaden till Scottish Division.